# Romaizah Mohd Salleh

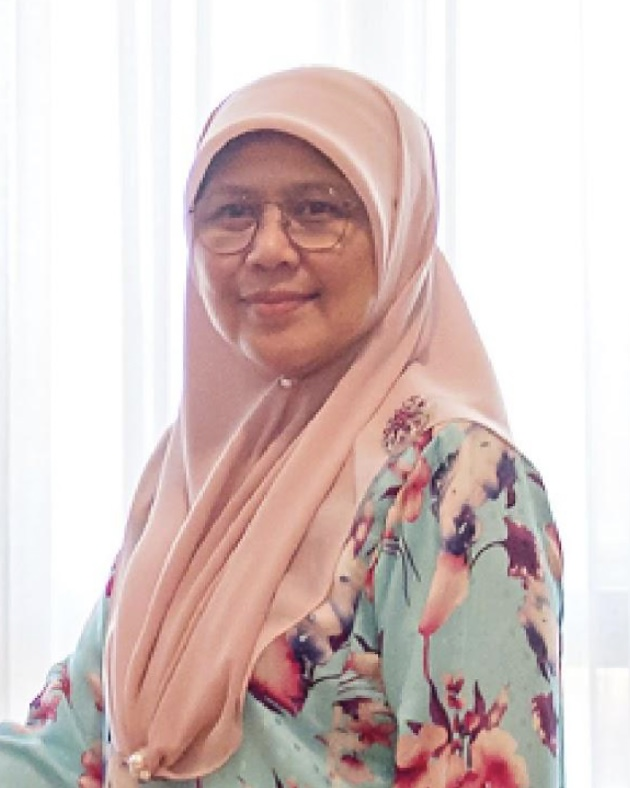
Sarah Duterte und Romaizah Mohd Salleh an der Seri Mulia Sarjana International School.

Romaizah binti Mohd Salleh (geb. 4. März 1966) ist Minister of Education (MoE) in Brunei seit 2022, und Vorsitzende des Verwaltungsrates der Universiti Teknologi Brunei (UTB), Universiti Brunei Darussalam (UBD), und Sultan Sharif Ali Islamic University (UNISSA). Sie war zuvor stellvertretende Ministerin und Acting Minister seit 2018.

## Karriere
Romaizah arbeitete von Juli 1990 bis Januar 1991 als Grundschullehrerin an der Panchor Murai Primary School und legte damit den Grundstein für ihre Karriere im Bildungswesen. Anschließend war sie von Januar 1991 bis Oktober 1999 als Tutorin in der Abteilung für naturwissenschaftliche und mathematische Bildung tätig und wurde später von November 1999 bis Juli 2005 Dozentin. Darüber hinaus übernahm sie von Januar 2005 bis Dezember 2006 die Rolle der Koordinatorin für Weiterbildung, Überwachung von Programmen zur beruflichen Weiterentwicklung und zum lebenslangen Lernen.
Von Juli 2005 bis November 2011 war Romaizah als leitende Dozentin in der Abteilung für naturwissenschaftliche und mathematische Bildung an Lehr-, Forschungs- und akademischen Aufsichtsaufgaben beteiligt und trug zur Weiterentwicklung der Bildung auf diesem Gebiet bei. Darüber hinaus war sie von Januar 2007 bis März 2009 Leiterin der Abteilung für naturwissenschaftliche und mathematische Bildung und leitete die strategischen Initiativen und akademischen Aktivitäten der Abteilung.
Romaizah wurde von April 2009 bis Dezember 2009 Leiterin der akademischen Gruppe für naturwissenschaftlichen Unterricht am selben Institut und trug zur Entwicklung und Koordinierung akademischer Programme im naturwissenschaftlichen Unterricht bei. Von Januar 2010 bis Juni 2012 war sie schließlich Dekanin des Sultan Hassanal Bolkiah Institute of Education und überwachte die akademischen Angelegenheiten und Verwaltungsaufgaben innerhalb des Instituts.
Romaizah hatte Schlüsselpositionen innerhalb des Bildungsministeriums (MoE) inne, unter anderem als Direktorin für Planung, Entwicklung und Forschung von Dezember 2011 bis 19. September 2013; Mitglied des Vorstands des Center for Strategic and Policy Studies (CSPS) vom 1. Juli 2013 bis 30. Juni 2017; stellvertretende ständige Sekretärin (Permanent Secretary) für Grundbildung, stellvertretende ständige Sekretärin für Hochschulbildung und Direktorin für Planung, Entwicklung und Forschung vom 2. Dezember 2014 bis 27. Januar 2016; Ständige Sekretärin vom 28. Januar 2016 bis 29. Januar 2018 und kommissarische Geschäftsführerin von CSPS vom 19. September 2015 bis 8. Januar 2016.
Romaizah leitete vom 26. Juni 2018 bis zum 12. März 2023 den Prüfungsausschuss Yayasan Sultan Haji Hassanal Bolkiah (YSHHB); war Vorstandsmitglied der YSHHB School vom 26. Juni 2018 bis 12. März 2021; stellvertretende Vorsitzende des Gouverneursrats vom 13. März 2021 bis 12. März 2023 und Vorsitzende des Verwaltungsrats des Brunei Polytechnic vom 1. Mai 2018 bis 30. April 2024 und des Institute of Brunei Technical Education vom 1. April 2018 bis 31. März 2024.
Am 30. Januar 2018 wurde Salleh zur stellvertretenden Ministerin des Bildungsministeriums.
Am 7. Juni 2022 wurde Salleh Nachfolgerin von Hamzah Sulaiman als Bildungsministerin. Damit war sie die erste Frau in dieser Position in der Regierung von Brunei.

## Ehrungen
- Order of Seri Paduka Mahkota Brunei 1. Klasse (SPMB) – Datin Seri Paduka
- Order of Setia Negara Brunei 1. Klasse (PSNB) – Datin Seri Setia (15. Juli 2022)[14]